# Verin Horatagh
Verin Horatagh (in armeno Վերին Հորաթաղ?, in azero Yuxarı Oratağ) è una comunità rurale del distretto di Kəlbəcər, in Azerbaigian, fino al 2024 appartenente alla regione di Martakert nella repubblica di Artsakh (fino al 2017 denominata repubblica del Nagorno Karabakh).
Il paese, che nel 2005 contava poco più di quattrocento abitanti, si trova sulla sponda destra nella vallata del fiume Tartar a pochi chilometri dal bacino idrico di Sarsang.